# Osiedle Górnicze
Osiedle Górnicze w Jaworznie – osiedle mieszkaniowe położone w dzielnicy Śródmieście.

## Obiekty i miejsca
- Szkoła Podstawowa nr 1, ul. Matejki 3
- Hipermarket Kaufland, ul. Matejki 27
- Supermarket Aldi, ul. Matejki 29
- Urząd Miejski budynek B, ul. Dwornickiego 5
- Miejskie Centrum Medyczne "Zacisze", ul. Zacisze Boczna 3
- Hospicjum Homo-Homini, ul Górnicza 30

## Ulice
- Bulgi – 8 bloków mieszkalnych, 3-kondygnacyjnych z końca lat 50. XX w.
- Dwornickiego – 14 bloków mieszkalnych, 3- i 5-kondygnacyjnych z końca lat 50. XX w. i 70. XX w.; filia Urzędu Miejskiego; apteka, budynki TBS.
- Gałczyńskiego – 6 bloków mieszkalnych, 2-kondygnacyjnych z końca lat 50. XX w.
- Górnicza – domy jednorodzinne z lat 60. i 70. XX w., Hospicjum Homo-Homini.
- Kopalniana – domy jednorodzinne z lat 70. i 80. XX w.
- Matejki (wschodnia strona ulicy) – Szkoła Podstawowa nr 1, hipermarket Kaufland, supermarket Aldi, 4 ciągi bloków mieszkalnych, 3- i 4-kondygnacyjnych z końca lat 50. XX w.
- Nowa – 5 bloków mieszkalnych, 5-kondygnacyjnych z końca lat 70. XX w.
- Olszewskiego (północna część ulicy) – bloków mieszkalny, 11-kondygnacyjny z końca lat 70. XX w. oraz budynki mieszkalne i domy jednorodzinne z lat 60. i 70. XX w., Ośrodek Profilaktyk Uzależnień od Alkoholu oraz Pobytu Nietrzeźwych.
- Osiedlowa – domy jednorodzinne.
- Przechodnia – domy jednorodzinne.
- Tuwima (wschodnia część ulicy) – 3 bloki mieszkalne, 3-kondygnacyjnych z końca lat 50. XX w.
- Zacisze – 7 bloków mieszkalnych, 2-, 3- i 5-kondygnacyjnych z końca lat 50. i 70. XX w., domy jednorodzinne z lat 60. i 70. XX w., Jadłodajnia Miejska.
- Zacisze Boczna – blok mieszkalny, 5-kondygnacyjnych z końca lat 70. XX w., Miejskie Centrum Medyczne "Zacisze".